# 宇宙セグメント

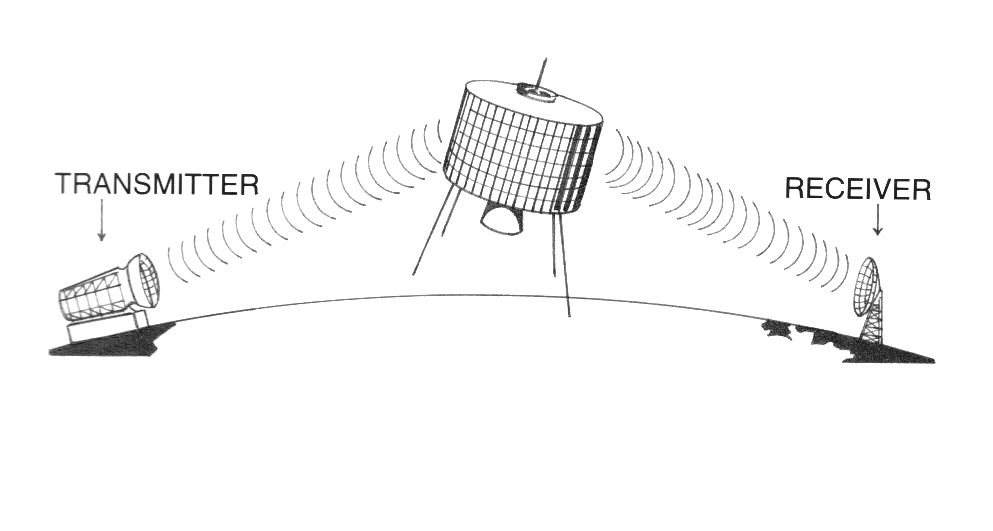
通信衛星の例
宇宙セグメントは、アップリンク、衛星自体、およびダウンリンクで構成される。

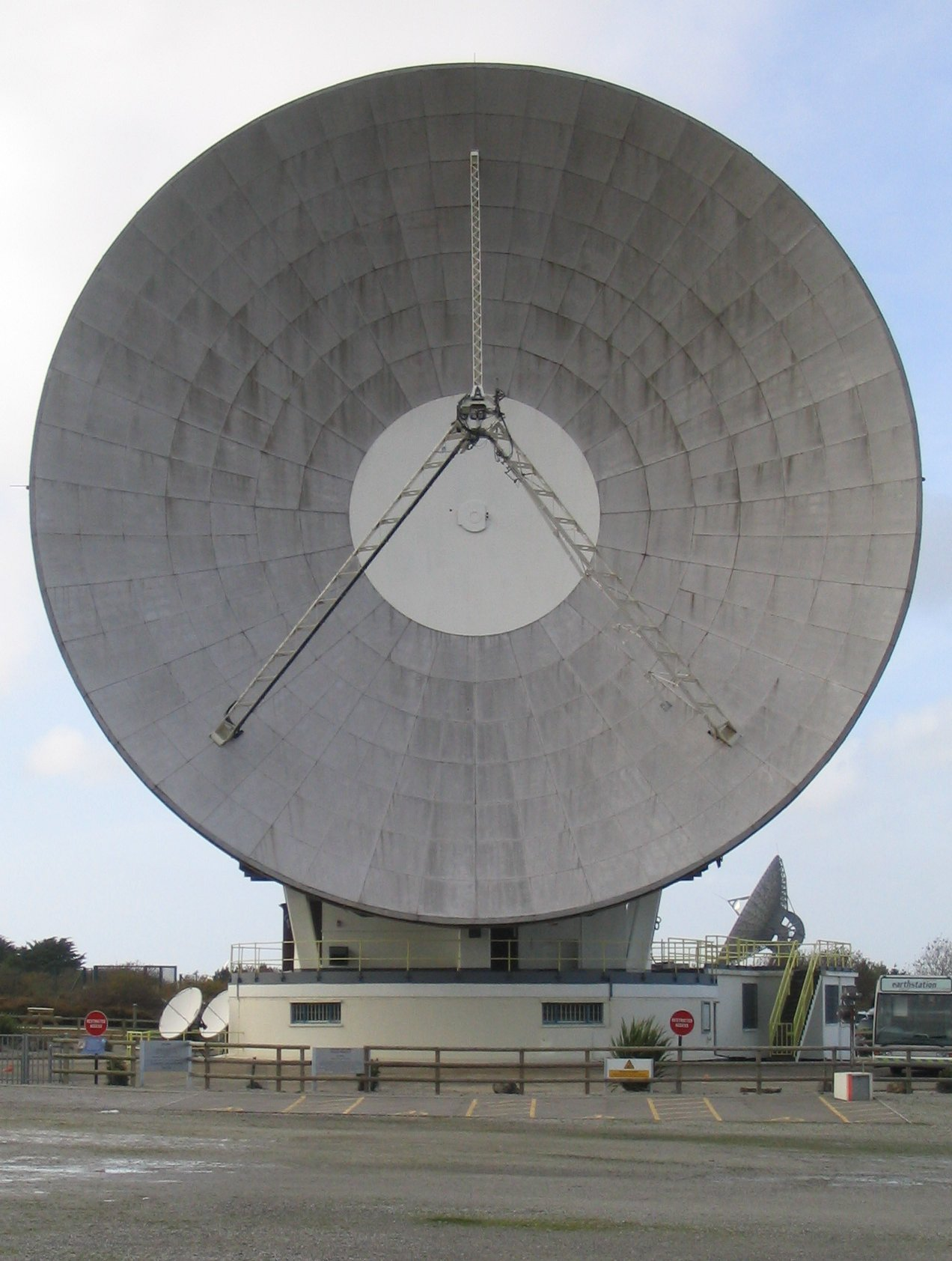
衛星地球局大型パラボラ アンテナ

人工衛星システムの宇宙セグメントは、3 つの運用コンポーネントの 1 つである (他はユーザーセグメントと地上セグメント)。これは、衛星または衛星コンステレーションと、アップリンクおよびダウンリンクの衛星リンクで構成される。 
ペイロード、衛星、地上セグメント、およびエンド ツー エンド システムの全体的な設計は複雑である。 衛星通信ペイロードの設計は、ペイロードに電力、安定性、および環境サポートを提供する衛星バスの機能および相互作用と適切に組み合わせる必要がある。

## 通信衛星
静止地球軌道(GEO) は、衛星テレビやラジオ放送、データ通信、モバイル通信のビジネスをサポートする。中軌道(MEO) と低軌道(LEO) の衛星も、さまざまなアプリケーションに使用される。
通信衛星は、通信ペイロード (リピーターとアンテナ) とサポートする衛星バス (ソーラー アレイとバッテリー、姿勢と軌道制御システム、構造と熱制御システム)で構成され、打ち上げロケットによって軌道に配置される。成功する衛星運用者には、適切な軌道スロットまたはコンステレーション、および望ましい地域および市場 (つまり、衛星サービスの需要が高まっている市場) に効果的な電力と帯域幅を提供する衛星が必要である。 
衛星ラジオは現在、約 500 万人の加入者にサービスを提供し、衛星携帯電話とデータ オペレータは、世界中の接続を提供する。現在、ブロードバンド モバイル端末は、ビデオ会議を含むさまざまなアプリケーションでインターネットへのアクセスを改善している。